# 百穗藨草
百穗藨草（学名：Scirpus ternatanus），又名大莞草，为莎草科藨草属下的一个种。